# Patsy Cline
Patsy Cline, născută Virginia Patterson Hensley, (n. 8 septembrie 1932, Winchester, Virginia, SUA – d. 5 martie 1963, Camden⁠(d), Tennessee, SUA) a fost o cântăreață americană de muzică country, care și-a trăit gloria în era cunoscută drept Nashville Sound, la începutul anilor '60. De la moartea sa, la vârsta de 30 de ani, în 1963, survenită în urma unui accident aviatic, este considerată una dintre cele mai mari voci ale muzicii secolului XX. Viața și cariera sa au făcut obiectul a numeroase cărți, filme, documentare și piese de teatru.
Cline a fost recunoscută pentru vocea sa puternică gen contralto, care a impresionat și zguduit industria americană de muzică country. Postum, au fost vândute milioane de albume, a primit numeroase premii, fiind asemuită ca valoare cu legende ca Johnny Cash sau Elvis Presley. La zece ani după moartea sa, devine prima artistă solo care intră în Country Music Hall of Fame. 
În 2001, Cline a fost votată de către artiști și membri ai industriei de muzică Country, numărul 1 în Topul 40 Greatest Women of Country Music, iar în 1999 a fost votată numărul 11 de către VH1 în topul The 100 Greatest Women in Rock and Roll. În 2017, Cline este clasată pe locul 12 în clasamentul celor mai buni artiști de muzică country, întocmit de revista Rolling Stone. 
Pe placa memorială Country Music Hall of Fame stă scris: „Nemuritoarele sale înregistrări stau mărturie valorii sale artistice”. Printre hiturile sale se numără: Walkin' After Midnight, Crazy și Sweet Dreams. Cea mai cunoscută ecranizare biografică este filmul Sweet Dreams din 1985, ce îi are în distribuție pe Jessica Lange și Ed Harris.

## Copilărie
Cline s-a născut Virginia Patterson Hensley în Winchester, Virginia, pe 8 septembrie 1932. Părinții săi sunt Hilda Virginia (născută Patterson; 1916-1998) și Samuel Lawrence Hensley (1889-1956) Doamna Hensley avea doar 16 ani la data nașterii lui Cline. Sam Hensley fusese căsătorit înainte; Cline avea doi frați vitregi (de 12 și 15 ani) care locuiau cu o familie adoptivă din cauza morții mamei lor cu ani înainte. După Cline, Hilda Hensley avea să-i mai aibă doi copii, pe Samuel Jr. (numit John) și Sylvia Mae. Pe lângă numele său, Cline mai era numită și Ginny.
A locuit temporar cu familia mamei sale în Gore, Virginia, înainte de a se muta de mai multe ori în tot statul. În copilăria ei, familia s-a mutat acolo unde tatăl său putea găsi un loc de muncă. Când familia avea puțini bani, Cline își găsea de lucru. Printre locurile unde a lucrat se număra și o fabrică de păsări din Elkton, unde jumulea și să tăia pui. 
Cline va relata mai târziu în viața ei că tatăl său a abuzat-o sexual.

## Cariera

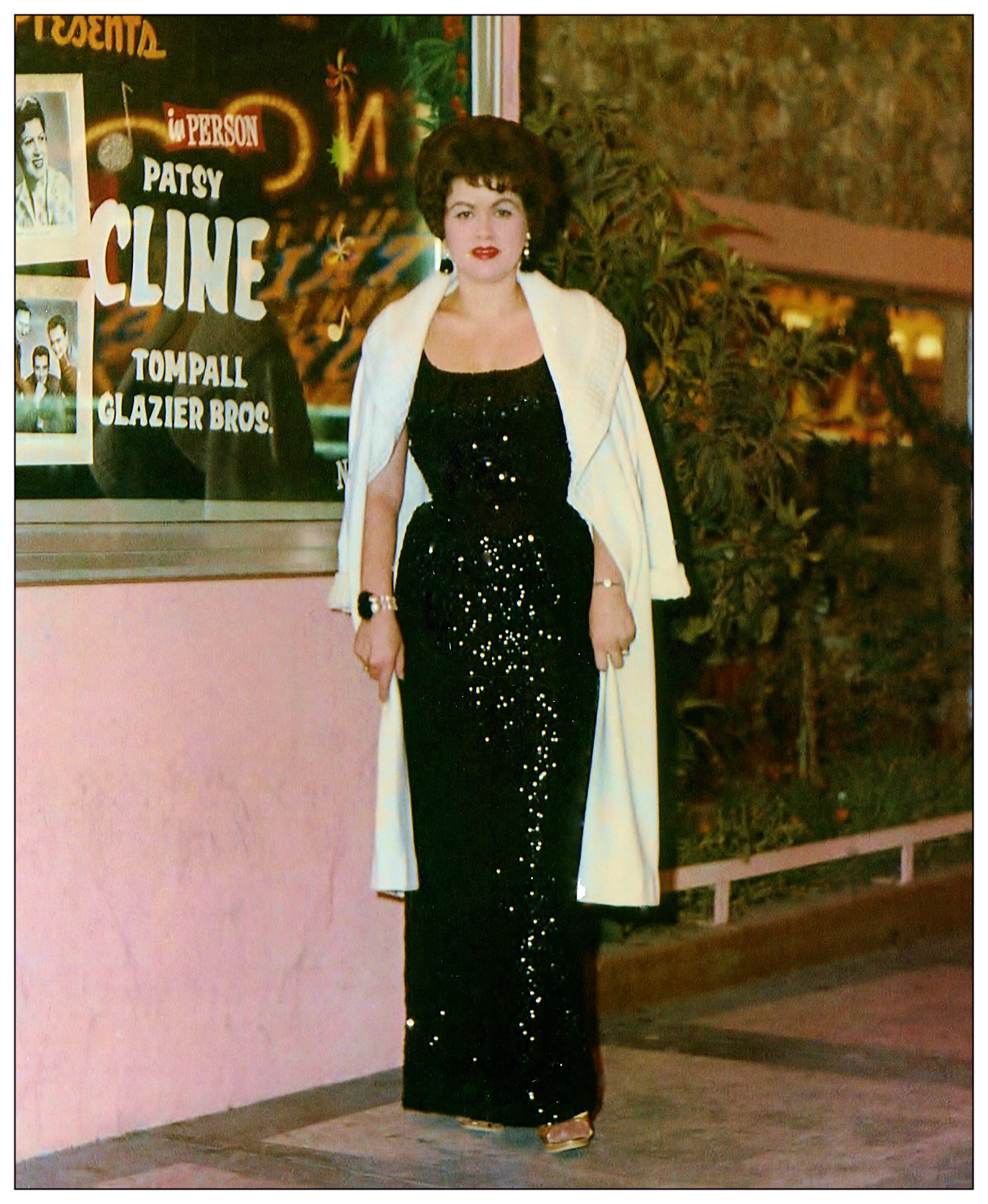
Patsy Cline la hotelul-cazinou The Mint Las Vegas, 1962

Primul ei mare succes a fost Walkin' After Midnight (1957), scris de Don Hecht și Alan Block. A devenit o vedetă în cadrul emisiunii de muzică country Grand Ole Opry în 1960. Deși și-a început cariera cântând rockabilly, în curând a devenit clar că vocea ei era ideală pentru cântecele country/pop. Unele dintre cele mai importante piese au fost Crazy (scrisă de Willie Nelson, dar asociată pentru totdeauna cu numele Patsy Cline), She's Got You, I Fall to Pieces, și Sweet Dreams de Don Gibson.
Crazy a fost lansat ca single în octombrie 1961, debutând în noiembrie în clasamentul country Billboard. Va ajunge pe locul 2, și pe locul 9 în clasamentul pop al aceleiași publicații. Crazy va deveni, de asemenea, cel mai mare hit pop al lui Cline. Al doilea album de studio al său, Patsy Cline Showcase, a fost lansat la sfârșitul anului 1961. Albumul conținea atât hiturile majore din acel an, cât și versiuni reînregistrate ale pieselor Walkin' After Midnight și A Poor Man's Roses (Or a Rich Man's Gold).
Pe 14 iunie 1961, Patsy Cline și fratele ei au fost implicați într-un accident de mașină care a proiectat-o prin parbriz, aproape ucigând-o. După o lună de spitalizare, fruntea ei purta cicatricele accidentului.
În 1962, Cline a avut trei hituri majore cu When I Get Through with You, So Wrong și Imagine That. Succesele carierei lui Cline au ajutat-o să devină suficient de stabilă din punct de vedere financiar pentru a-și cumpăra prima casă. Ea a cumpărat o casă de tip ranch situată în Goodlettsville, Tennessee, o suburbie a orașului Nashville. Casa a fost decorată de Cline și includea o sală de muzică, mai multe dormitoare și o curte mare în spate. Potrivit lui Dottie West, „casa era conacul ei, semnul că atinsese gloria”. Cline o numea „casa ei de vis” și deseori primea prieteni în vizită. După moartea ei, casa a fost vândută artistei country Wilma Burgess.
În această perioadă, Cline ar fi avut premoniții ale propriei sale morți. Dottie West, June Carter Cash și Loretta Lynn și-au amintit că artista nu se aștepta să mai trăiască mult timp. În scrisori, ea descria, de asemenea, fericirea noilor sale succese în carieră. În ianuarie 1963, următorul ei single Leavin' on Your Mind a fost lansat, și a debutat în topul Billboard country la scurt timp după aceea. În februarie, ea a realizat ultimele sesiuni de înregistrări pentru casa de discuri Decca Records.

## Moartea

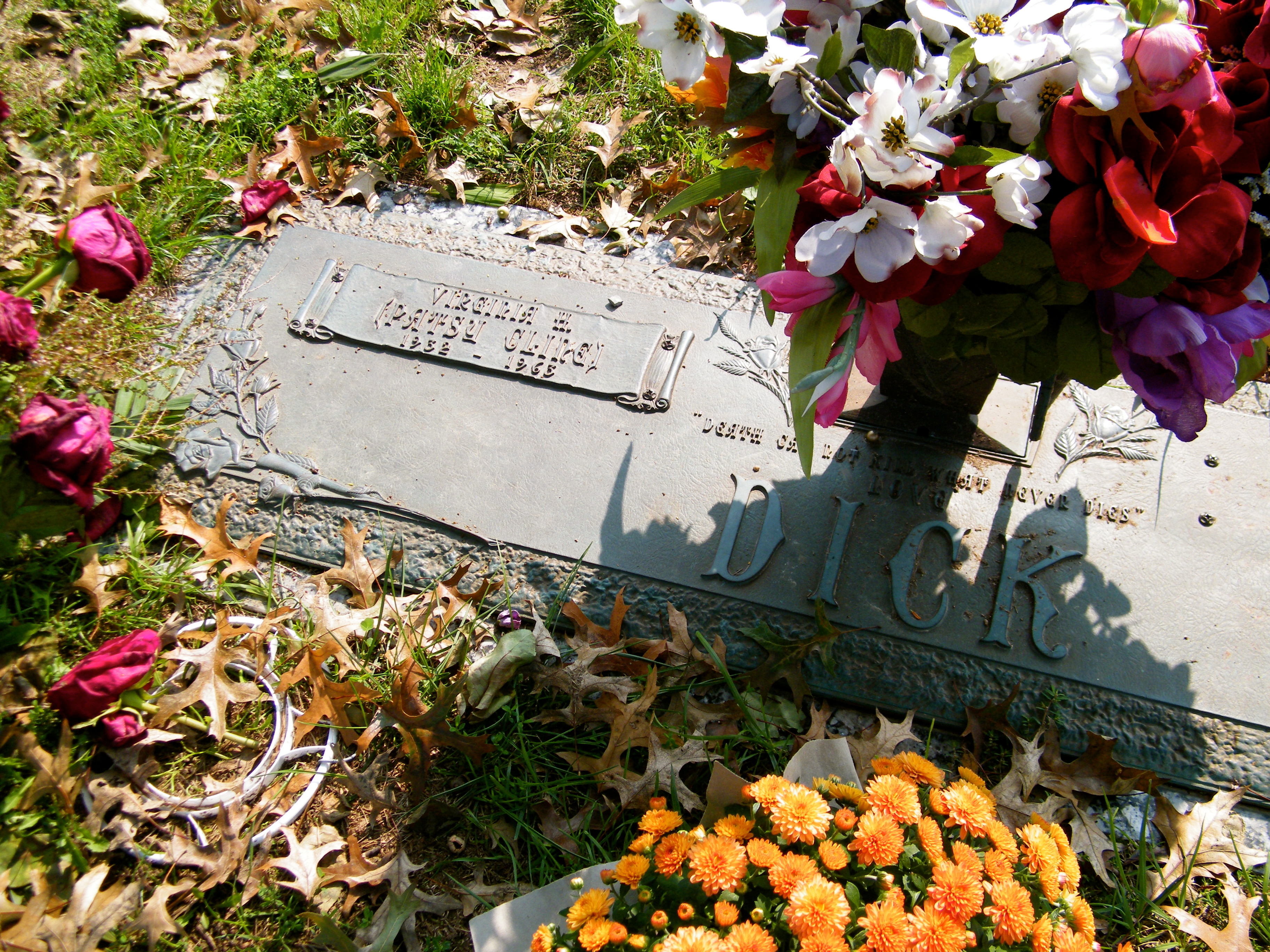
Mormântul lui Cline

Zborul lui Cline s-a prăbușit în seara zilei de marți, 5 martie 1963. Ceasul ei de mână recuperat se oprise la ora 18:20. Avionul a fost găsit la aproximativ 140 km (90 mile) de destinația sa din Nashville, într-o pădure din afara localității Camden, Tennessee. Examinarea medico-legală a concluzionat că toți cei aflați la bord au fost uciși pe loc. Până când resturile avionului au fost descoperite în zorii zilei următoare și vestea a fost transmisă la radio, prietenii și familia nu și-au pierdut speranța.

## Discografie
Albume de studio
- 1957: Patsy Cline
- 1961: Patsy Cline Showcase
- 1962: Sentimentally Yours

Albume de studio postume
- 1964: A Portrait of Patsy Cline
- 1964: That's How a Heartache Begins
- 1980: Always

## Filme despre Patsy Cline
- 1985 Visuri dragi	(Sweet Dreams), regia Karel Reisz : Patsy Cline